# Yountville

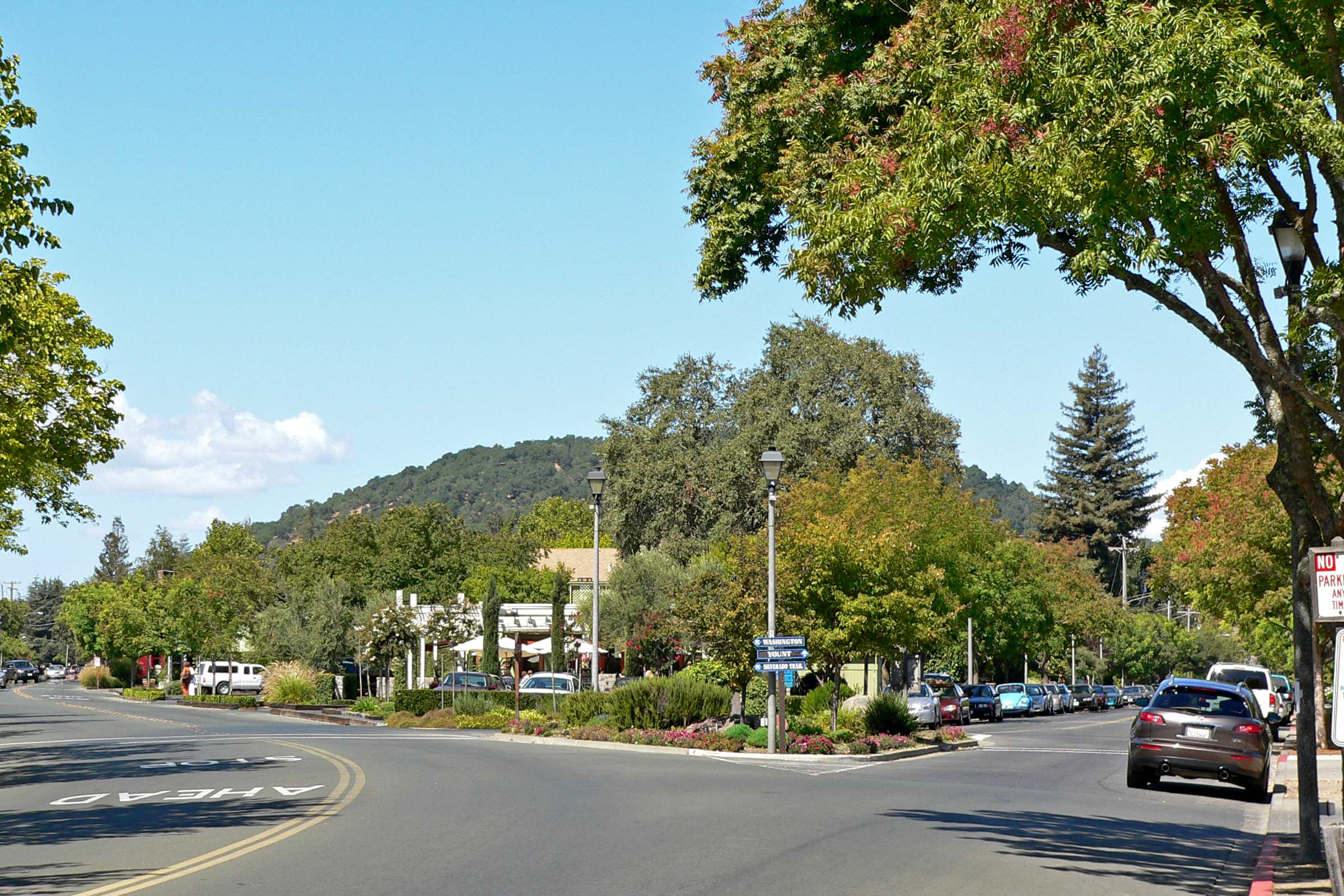
Yountville

Yountville  ist eine Stadt im Napa County im US-Bundesstaat Kalifornien mit 3436 Einwohnern (Stand: 2020).

## Lage
Yountville liegt auf einer Höhe von 30 Metern im Napa County. Es ist Zentrum der Weinbauregion Yountville AVA. Nahezu ein Drittel der Einwohner lebt auf dem Gelände des Veterans Home of California.

## Geschichte
Der Name der Stadt stammt von dem Pionier George Calvert Yount, der das erste Weingut im Napa Valley etabliert haben soll.

## Gastronomie
Yountville gilt auch als Zentrum der Gastronomie. Das mit drei Sternen im Guide Michelin ausgezeichnete Restaurant The French Laundry von Thomas Keller ist in Yountville ansässig. Keller besitzt auch ein weiteres Restaurant in der Stadt, Ad Hoc. In Yountville sind einige weitere Restaurants beheimatet, die Sterne im Guide Michelin erhielten.